# Barville, Eure
 Barville  là một xã thuộc tỉnh Eure trong vùng Normandie miền bắc nước Pháp.

## Huy hiệu
| Arms of Barville | The arms of Barville are blazoned: Azure, 3 mullets pierced Or. |